# Tebworth
Tebworth – osada w Anglii, w hrabstwie ceremonialnym Bedfordshire, w dystrykcie (unitary authority) Central Bedfordshire. Leży 24 km na południe od centrum miasta Bedford i 56 km na północny zachód od centrum Londynu.